# 木村裕子の恋する鉄道修行旅-四国篇-
木村裕子の恋する鉄道修行旅-四国篇-（きむらゆうこのこいするてつどうしゅぎょうたび　しこくへん）は、CS放送チャンネルMONDO21（スカパー!279ch）と旅チャンネル（スカパー!277ch）で2009年に放送された鉄道バラエティ番組。全6回。ハイビジョン制作。

## 概要
夢の鉄道アイランド建設を目指す鉄ドル・木村裕子が妄想パワーで四国を駆け抜ける鉄道バラエティ。

## ラインナップ
1. 鉄道員修行!高松琴平電気鉄道
2. 車両乗車修行!JR予讃線&伊予鉄道
3. 車両修行!JR四国
4. 秘境路線視察!JR土讃線
5. マリン路線視察!土佐くろしお鉄道ごめん・なはり線
6. 鉄道恋愛修行!土佐電気鉄道

## 番組内コーナー
- 「鉄メロステーション」

鉄道にまつわる素敵なメロディを紹介するコーナー

## 出演
- 木村裕子

## ナレーター
- 大江吉史

## スタッフ
- 構成：市川幸宏
- 演出：街風建雄
- 制作：MONDO21、JIC